# لويس فافر (مهندس)
لويس فافر هو مهندس ومهندس معماري سويسري، ولد في 26 يناير 1826 في Chêne-Bourg ‏ في سويسرا، وتوفي في 19 يوليو 1879 في Göschenen ‏ في سويسرا. كان رجل أعمال سويسري ومهندسًا ذاتي التعليم، يشتهر بشكل رئيسي ببناء نفق غوتارد للسكك الحديدية بين عامي 1872 ووفاته في النفق عام 1879.

الحياة المبكرة والتعليم
لويس فافر ولد في 26 يناير 1826 في شين-بورغ، سويسرا (اليوم ضمن جنيف) لأبيه كلود وأمه بيروني (ولدت شوفالييه). أدار والده ورشة صغيرة للنجارة حيث أكمل فافر تدريبه المهني أيضًا. ابتداءً من مارس 1846، عمل فافر أيضًا في النجارة في نويي-سور-سين، مملكة فرنسا، وعلّم نفسه ليصبح مهندسًا.
حياته المهنية:
عندما بلغ الثامنة عشرة، غادر في جولة في فرنسا وطور مسيرته المهنية في تصميم وإدارة أعمال الهندسة المدنية. لم يكن متعلمًا جيدًا، لكنه درس الأسس الرئيسية للعلوم التي كانت مفيدة له، وحضر دروسًا مسائية لتعويض ما كان ينقصه في تعليمه المبكر؛ ليس لأنه كان يأمل في دراسة كاملة كمهندس، بل فقط لتعلم ما لا غنى عنه. ووفقًا لأحد زملائه، فقد كان "قبل كل شيء رجل عملي، عوض عن نقص معرفته التقنية بنظرة ذات دقة مدهشة".
في عام 1872، دُعي لبناء نفق عبر كتلة الغوتارد، لربط كانتون تيسينو (الجنوب) ببقية سويسرا (الشمال). كان المشروع في ذلك الوقت عملاً ضخماً، اعتبره الكثير من النقاد نوعًا من الجنون. صاحبت بناء النفق خسائر كبيرة في الأرواح وزيادة في التكاليف، نتيجة لحداثة المشروع والصعوبات التي لا يمكن التغلب عليها التي واجهته. تحمل فافر وطأة النقد المستمر، بما في ذلك ما وجه إليه من مجلس إدارة شركة سانت غوتارد. وعلى الرغم من ذلك، كانت تكلفة النفق لكل قدم أقل بثلث من تكلفة نفق مون سيني العظيم.